# 24 Horas de Le Mans de 2018

Traçado do Circuito de la Sarthe.

A edição número 86 das 24 Horas de Le Mans foi um evento automobilístico de resistência realizado entre os dias 16 e 17 de junho do ano 2018 no Circuito de la Sarthe, Le Mans, França. A corrida é organizada pela Automobile Clube de l'Ouest e é a segunda jornada da Campeonato FIA World Endurance de 2018. Esse ano ficou marcado pela saida da equipe de fábrica da Porsche na categoria principal. Marcou também a primeira vitória geral da equipe japonesa Toyota com seu carro número 8 da  Toyota Gazoo Racing pilotado por Fernando Alonso, Kazuki Nakajima e Sébastien Buemi tendo também começado da pole position. Foi a primeira vitória de uma fabricante japonesa desde a edição de 1991.

## Lista de participantes
Participaram quatro categorias diferentes dentro das 24 Horas de Le Mans de 2018 e foram as seguintes:
| Ícone | Categorias                               |
| ----- | ---------------------------------------- |
| WEC   | Campeonato Mundial de Resistência da FIA |
| ELMS  | European Le Mans Series                  |
| ALMS  | Asian Le Mans Series                     |
| WTSC  | WeatherTech SportsCar Championship       |
| 24LM  | Somente 24 Hours de Le Mans              |

| No.                         | Equipa                            | Chasis                       | Pneus                  | Categoria              | Piloto 1               | Piloto 2               | Piloto 3                 |
| LMP1 (10 Competidores)      | LMP1 (10 Competidores)            | LMP1 (10 Competidores)       | LMP1 (10 Competidores) | LMP1 (10 Competidores) | LMP1 (10 Competidores) | LMP1 (10 Competidores) | LMP1 (10 Competidores)   |
| --------------------------- | --------------------------------- | ---------------------------- | ---------------------- | ---------------------- | ---------------------- | ---------------------- | ------------------------ |
| 1                           | Rebellion Racing                  | Rebellion R13-Gibson         | M                      | WEC                    | André Lotterer         | Neel Jani              | Bruno Senna              |
| 3                           | Rebellion Racing                  | Rebellion R13-Gibson         | M                      | WEC                    | Mathias Beche          | Gustavo Menezes        | Thomas Laurent           |
| 4                           | ByKolles Racing Team              | ENSO CLM P1/01-Nismo         | M                      | WEC                    | Oliver Webb            | Dominik Kraihamer      | Tom Dillman              |
| 5                           | CEFC TRSM Racing                  | Ginetta G60-LT-P1-Mecachrome | M                      | WEC                    | Charlie Robertson      | Mike Simpson           | Léo Roussel              |
| 6                           | CEFC TRSM Racing                  | Ginetta G60-LT-P1-Mecachrome | M                      | WEC                    | Oliver Rowland         | Alex Brundle           | Oliver Turvey            |
| 7                           | Toyota Gazoo Racing               | Toyota TS050 Hybrid          | M                      | WEC                    | Mike Conway            | Kamui Kobayashi        | José María López         |
| 8                           | Toyota Gazoo Racing               | Toyota TS050 Hybrid          | M                      | WEC                    | Sébastien Buemi        | Kazuki Nakajima        | Fernando Alonso          |
| 10                          | DragonSpeed                       | BR Engineering BR1-Gibson    | M                      | WEC                    | Henrik Hedman          | Ben Hanley             | Renger vão der Zande     |
| 11                          | SMP Racing                        | BR Engineering BR1-AER       | M                      | WEC                    | Mikhail Aleshin        | Jenson Button          | Vitaly Petrov            |
| 17                          | SMP Racing                        | BR Engineering BR1-AER       | M                      | WEC                    | Matevos Isaakyan       | Egor Orudzhev          | Stéphane Sarrazin        |
| LMP2 (20 Competidores)      |                                   |                              |                        |                        |                        |                        |                          |
| 22                          | United Autosports                 | Ligier JS P217-Gibson        | D                      | ELMS                   | Phil Hanson            | Filipe Albuquerque     | Paul dei Resta           |
| 23                          | Panis Barthez Competition         | Ligier JS P217-Gibson        | M                      | ELMS                   | Thimothé Buret         | Julien Canal           | Will Stevens             |
| 25                          | Algarve Pro Racing                | Ligier JS P217-Gibson        | D                      | ELMS                   | Mark Patterson         | Ate de Jong            | Tacksung Kim             |
| 26                          | G-Drive Racing                    | Oreca 07-Gibson              | D                      | ELMS                   | Roman Rusinov          | Jean-Éric Vergne       | Andrea Pizzitola         |
| 28                          | TDS Racing                        | Oreca 07-Gibson              | D                      | WEC                    | François Perrodo       | Matthieu Vaxivière     | Loïc Duval               |
| 29                          | Racing Team Nederland             | Dallara P217-Gibson          | M                      | WEC                    | Frits vão Eerd         | Giedo vão der Garde    | Jan Lammers              |
| 31                          | DragonSpeed                       | Oreca 07-Gibson              | M                      | WEC                    | Roberto González       | Pastor Maldonado       | Nathanaël Berthon        |
| 32                          | United Autosports                 | Ligier JS P217-Gibson        | D                      | ELMS                   | Hugo de Sadeleer       | Will Owen              | Juan Pablo Montoya       |
| 33                          | Jackie Chan DC Racing             | Ligier JS P217-Gibson        | D                      | ALMS                   | David Cheng            | Nicholas Boulle        | Pierre Nicolet           |
| 34                          | Jackie Chan DC Racing             | Ligier JS P217-Gibson        | D                      | ALMS                   | Ricky Taylor           | Côme Ledogar           | David Heinemeier Hansson |
| 35                          | SMP Racing                        | Dallara P217-Gibson          | D                      | ELMS                   | Viktor Shaytar         | Harrison Newey         | Norman Nato              |
| 36                          | Signatech Alpine Matmut           | Alpine A470-Gibson           | D                      | WEC                    | Nicolas Lapierre       | André Negrão           | Pierre Thiriet           |
| 37                          | Jackie Chan DC Racing             | Oreca 07-Gibson              | D                      | WEC                    | Jazeman Jaafar         | Nabil Jeffri           | Weiron Tão               |
| 38                          | Jackie Chan DC Racing             | Oreca 07-Gibson              | D                      | WEC                    | Ho-Pin Tung            | Gabriel Aubry          | Stéphane Richelmi        |
| 39                          | Graff-SO24                        | Oreca 07-Gibson              | D                      | ELMS                   | Vincent Capillaire     | Jonathan Hirschi       | Tristan Gommendy         |
| 40                          | G-Drive Racing                    | Oreca 07-Gibson              | D                      | ELMS                   | James Allen            | Enzo Guibbert          | Jose Gutiérrez           |
| 44                          | Eurasia Motorsport                | Ligier JS P217-Gibson        | D                      | ALMS                   | Andrea Bertolini       | Niclas Jönsson         | Tracy Krohn              |
| 47                          | Cetilar Villorba Corse            | Dallara P217-Gibson          | D                      | ELMS                   | Roberto Lacorte        | Giorgio Sernagiotto    | Felipe Nasr              |
| 48                          | IDEC Sport                        | Oreca 07-Gibson              | M                      | ELMS                   | Paul Lafargue          | Paul-Loup Chatin       | Memo Vermelhas           |
| 50                          | Larbre Compétition                | Ligier JS P217-Gibson        | M                      | WEC                    | Erwin Creiam           | Romano Ricci           | Thomas Dagoneau          |
| LMGTE Pro (17 Competidores) |                                   |                              |                        |                        |                        |                        |                          |
| 51                          | AF Corse                          | Ferrari 488 GTE Evo          | M                      | WEC                    | Alessandro Pier Guidi  | James Calado           | Daniel Serra             |
| 52                          | AF Corse                          | Ferrari 488 GTE Evo          | M                      | 24LM                   | Toni Vilander          | Pipo Derani            | Antonio Giovinazzi       |
| 63                          | Corvette Racing - GM              | Chevrolet Corvette C7.R      | M                      | WTSC                   | Jan Magnussen          | Antonio García         | Mike Rockenfeller        |
| 64                          | Corvette Racing - GM              | Chevrolet Corvette C7.R      | M                      | WTSC                   | Oliver Gavin           | Marcel Fässler         | Tommy Milner             |
| 66                          | Ford Chip Ganassi Racing Team UK  | Ford GT                      | M                      | WEC                    | Stefan Mücke           | Olivier Pla            | Billy Johnson            |
| 67                          | Ford Chip Ganassi Racing Team UK  | Ford GT                      | M                      | WEC                    | Andy Priaulx           | Harry Tincknell        | Tony Kanaan              |
| 68                          | Ford Chip Ganassi Racing Team USA | Ford GT                      | M                      | WTSC                   | Joey Hand              | Dirk Müller            | Sébastien Bourdais       |
| 69                          | Ford Chip Ganassi Racing Team USA | Ford GT                      | M                      | WTSC                   | Ryan Briscoe           | Richard Westbrook      | Scott Dixon              |
| 71                          | AF Corse                          | Ferrari 488 GTE Evo          | M                      | WEC                    | Davide Rigon           | Sam Bird               | Miguel Molina            |
| 81                          | BMW Team MTEK                     | BMW M8 GTE                   | M                      | WEC                    | Martin Tomczyk         | Nicky Catsburg         | Philipp Eng              |
| 82                          | BMW Team MTEK                     | BMW M8 GTE                   | M                      | WEC                    | Augusto Farfus         | António Félix dá Costa | Alexander Sims           |
| 91                          | Porsche GT Team                   | Porsche 911 RSR              | M                      | WEC                    | Richard Lietz          | Gianmaria Bruni        | Frédéric Makowiecki      |
| 92                          | Porsche GT Team                   | Porsche 911 RSR              | M                      | WEC                    | Michael Christensen    | Kevin Estre            | Laurens Vanthoor         |
| 93                          | Porsche GT Team                   | Porsche 911 RSR              | M                      | WTSC                   | Patrick Pilet          | Nick Tandy             | Earl Bamber              |
| 94                          | Porsche GT Team                   | Porsche 911 RSR              | M                      | WTSC                   | Romain Dumas           | Fraude Bernhard        | Sven Müller              |
| 95                          | Aston Martin Racing               | Aston Martin Vantage AMR     | M                      | WEC                    | Marco Sørensen         | Nicki Thiim            | Darren Turner            |
| 97                          | Aston Martin Racing               | Aston Martin Vantage AMR     | M                      | WEC                    | Alex Lynn              | Maxime Martin          | Jonathan Adam            |
| LMGTE Am (13 Competidores)  |                                   |                              |                        |                        |                        |                        |                          |
| 54                          | Spirit of Race                    | Ferrari 488 GTE              | M                      | WEC                    | Giancarlo Fisichella   | Francesco Castellacci  | Thomas Flöhr             |
| 56                          | Team Project 1                    | Porsche 911 RSR              | M                      | WEC                    | Jörg Bergmeister       | Patrick Lindsey        | Egidio Perfetti          |
| 61                          | Clearwater Racing                 | Ferrari 488 GTE              | M                      | WEC                    | Weng Sun Mok           | Matt Griffin           | Keita Sawa               |
| 70                          | MR Racing                         | Ferrari 488 GTE              | M                      | WEC                    | Olivier Beretta        | Eddie Cheever III      | Motoaki Ishikawa         |
| 77                          | Dempsey-Proton Racing             | Porsche 911 RSR              | M                      | WEC                    | Matt Campbell          | Julien Andlauer        | Christian Ried           |
| 80                          | Ebimotors                         | Porsche 911 RSR              | M                      | ELMS                   | Fabio Babini           | Christina Nielsen      | Erik Maris               |
| 84                          | JMW Motorsport                    | Ferrari 488 GTE              | M                      | ELMS                   | Liam Griffin           | Cooper MacNeil         | Jeff Segal               |
| 85                          | Keating Motorsports               | Ferrari 488 GTE              | M                      | WTSC                   | Jeroen Bleekemolen     | Ben Keating            | Luca Stolz               |
| 86                          | Gulf Racing UK                    | Porsche 911 RSR              | M                      | WEC                    | Ben Barker             | Alex Davison           | Michael Wainwright       |
| 88                          | Dempsey-Proton Racing             | Porsche 911 RSR              | M                      | WEC                    | Matteo Cairoli         | Khaled Ao Qubaisi      | Giorgio Roda             |
| 90                          | TF Sport                          | Aston Martin Vantage GTE     | M                      | WEC                    | Euan Hankey            | Charlie Eastwood       | Salih Yoluç              |
| 98                          | Aston Martin Racing               | Aston Martin Vantage GTE     | M                      | WEC                    | Pedro Lamy             | Mathias Lauda          | Paul Dalla Lana          |
| 99                          | Proton Competition                | Porsche 911 RSR              | M                      | ELMS                   | Patrick Long           | Tim Pappas             | Spencer Pumpelly         |
| Source:                     |                                   |                              |                        |                        |                        |                        |                          |

## Classificação
As pole positions provisórios da cada categoria estão marcadas em negrita. A volta mais rápida conseguida pela cada equipa estão marcados com um fundo cinza.
| Pos. | Categoria | Não. | Equipa                     | Classificação 1 | Classificação 2 | Classificação 3 | Dif.    | Grelha |
| ---- | --------- | ---- | -------------------------- | --------------- | --------------- | --------------- | ------- | ------ |
| 1    | LMP1      | 8    | Toyota Gazoo Racing        | 3:17.270        | 3:18.021        | 3:15.377        | N/a     | 1      |
| 2    | LMP1      | 7    | Toyota Gazoo Racing        | 3:17.377        | 3:19.860        | 3:17.523        | +2.000  | 2      |
| 3    | LMP1      | 1    | Rebellion Racing           | 3:19.662        | 3:23.261        | 3:19.449        | +4.072  | 3      |
| 4    | LMP1      | 17   | SMP Racing                 | 3:19.483        | 3:27.288        | 3:22.121        | +4.106  | 4      |
| 5    | LMP1      | 3    | Rebellion Racing           | 3:19.945        | 3:22.000        | 3:24.156        | +4.568  | 5      |
| 6    | LMP1      | 10   | DragonSpeed                | 3:21.110        | 4:05.947        | 3:23.413        | +5.733  | 6      |
| 7    | LMP1      | 11   | SMP Racing                 | 3:21.408        | 3:22.548        | sem tempo       | +6.031  | 7      |
| 8    | LMP1      | 4    | ByKolles Racing Team       | 3:22.505        | 3:25.330        | 3:42.221        | +7.128  | 8      |
| 9    | LMP1      | 6    | CEFC TRSM Racing           | 3:30.339        | 3:24.343        | 3:23.757        | +8.380  | 9      |
| 10   | LMP2      | 48   | IDEC Sport                 | 3:24.956        | 3:29.270        | 3:24.842        | +9.465  | 10     |
| 11   | LMP2      | 31   | DragonSpeed                | 3:26.508        | 3:30.168        | 3:24.883        | +9.506  | 11     |
| 12   | LMP2      | 26   | G-Drive Racing             | 3:26.447        | 3:27.975        | 3:25.160        | +9.780  | 12     |
| 13   | LMP2      | 28   | TDS Racing                 | 3:25.240        | 3:25.291        | 3:38.752        | +9.863  | 13     |
| 14   | LMP1      | 5    | CEFC TRSM Racing           | 3:30.481        | 3:25.268        | 3:32.100        | +9.891  | 14     |
| 15   | LMP2      | 23   | Panis Barthez Competition  | 3:29.421        | 3:28.008        | 3:25.376        | +9.999  | 15     |
| 16   | LMP2      | 36   | Signatech Alpine Matmut    | 3:26.681        | 3:28.069        | 3:27.297        | +11.304 | 16     |
| 17   | LMP2      | 39   | Graff-SO24                 | 3:29.860        | 3:26.701        | 3:29.696        | +11.324 | 17     |
| 18   | LMP2      | 22   | United Autosports          | 3:26.772        | 3:32.989        | 3:27.646        | +11.395 | 18     |
| 19   | LMP2      | 38   | Jackie Chan DC Racing      | 3:27.999        | 3:31.581        | 3:27.120        | +11.743 | 19     |
| 20   | LMP2      | 37   | Jackie Chan DC Racing      | 3:27.468        | 3:40.074        | 3:27.226        | +11.849 | 20     |
| 21   | LMP2      | 40   | G-Drive Racing             | 3:31.291        | 3:27.280        | 3:27.503        | +11.903 | 21     |
| 22   | LMP2      | 47   | Cetilar Villorba Corse     | 3:27.993        | 3:28.292        | sem tempo       | +12.616 | 22     |
| 23   | LMP2      | 29   | Racing Team Nederland      | 3:28.556        | 3:32.343        | 3:28.111        | +12.734 | 23     |
| 24   | LMP2      | 32   | United Autosports          | 3:30.347        | 3:28.159        | 3:29.299        | +12.782 | 24     |
| 25   | LMP2      | 35   | SMP Racing                 | 3:28.629        | 3:32.178        | 3:32.432        | +13.252 | 25     |
| 26   | LMP2      | 34   | Jackie Chan DC Racing      | 3:33.755        | 3:36.004        | 3:29.474        | +14.097 | 26     |
| 27   | LMP2      | 44   | Eurasia Motorsport         | 3:35.385        | 3:39.949        | 3:33.585        | +18.208 | 27     |
| 28   | LMP2      | 33   | Jackie Chan DC Racing      | 3:35.237        | 3:36.604        | 3:36.517        | +19.860 | 28     |
| 29   | LMP2      | 50   | Larbre Compétition         | 3:38.206        | 3:39.569        | 3:39.401        | +22.829 | 29     |
| 30   | LMP2      | 25   | Algarve Pro Racing         | 3:44.177        | 3:46.772        | 3:39.518        | +24.141 | 30     |
| 31   | LMGTE Pro | 91   | Porsche GT Team            | 3:47.504        | 3:51.150        | 3:50.141        | +32.127 | 31     |
| 32   | LMGTE Pro | 92   | Porsche GT Team            | 3:49.097        | 3:51.101        | 3:51.631        | +33.720 | 32     |
| 33   | LMGTE Pro | 66   | Ford Chip Ganassi Team UK  | 3:49.181        | 3:52.849        | 3:50.166        | +33.804 | 33     |
| 34   | LMGTE Pro | 51   | AF Corse                   | 3:49.854        | 3:53.032        | 3:49.494        | +34.117 | 34     |
| 35   | LMGTE Pro | 68   | Ford Chip Ganassi Team USA | 3:49.582        | 3:53.352        | 3:50.706        | +34.205 | 35     |
| 36   | LMGTE Pro | 93   | Porsche GT Team            | 3:50.261        | 3:49.621        | 3:49.589        | +34.212 | 36     |
| 37   | LMGTE Pro | 69   | Ford Chip Ganassi Team USA | 3:50.593        | 3:52.298        | 3:49.761        | +34.384 | 37     |
| 38   | LMGTE Pro | 94   | Porsche GT Team            | 3:50.089        | sem tempo       | sem tempo       | +34.712 | 38     |
| 39   | LMGTE Pro | 63   | Corvette Racing - GM       | 3:50.789        | 3:52.994        | 3:50.242        | +34.865 | 39     |
| 40   | LMGTE Pro | 71   | AF Corse                   | 3:50.669        | 3:53.998        | 3:50.246        | +34.869 | 40     |
| 41   | LMGTE Pro | 67   | Ford Chip Ganassi Team UK  | 3:50.429        | 3:53.883        | 3:52.292        | +35.052 | 41     |
| 42   | LMGTE Pro | 82   | BMW Team MTEK              | 3:50.579        | 3:53.999        | 3:52.123        | +35.202 | 42     |
| 43   | LMGTE Pro | 81   | BMW Team MTEK              | 3:50.596        | 3:55.150        | 3:53.078        | +35.219 | 43     |
| 44   | LMGTE Am  | 88   | Dempsey-Proton Racing      | 3:50.728        | 4:09.946        | 3:56.232        | +35.351 | 44     |
| 45   | LMGTE Pro | 64   | Corvette Racing - GM       | 3:50.952        | 3:52.923        | 3:51.124        | +35.575 | 45     |
| 46   | LMGTE Pro | 52   | AF Corse                   | 3:52.112        | 3:52.572        | 3:50.957        | +35.580 | 46     |
| 47   | LMGTE Am  | 86   | Gulf Racing UK             | 3:52.517        | 4:03.603        | 3:51.391        | +36.014 | 47     |
| 48   | LMGTE Am  | 77   | Dempsey-Proton Racing      | 3:51.930        | 4:09.835        | sem tempo       | +36.553 | 48     |
| 49   | LMGTE Am  | 54   | Spirit of Race             | 3:52.756        | 3:51.956        | 3:56.496        | +36.579 | 49     |
| 50   | LMGTE Pro | 97   | Aston Martin Racing        | 3:52.486        | 3:55.424        | 3:53.534        | +37.109 | 50     |
| 51   | LMGTE Am  | 56   | Team Project 1             | 3:52.985        | 3:58.235        | 3:54.406        | +37.608 | 51     |
| 52   | LMGTE Am  | 90   | TF Sport                   | 3:55.661        | 4:01.710        | 3:53.070        | +37.693 | 52     |
| 53   | LMGTE Am  | 80   | Ebimotors                  | 3:55.569        | 3:58.072        | 3:53.402        | +38.025 | 53     |
| 54   | LMGTE Am  | 61   | Clearwater Racing          | 3:55.076        | 3:55.727        | 3:53.409        | +38.032 | 54     |
| 55   | LMGTE Am  | 84   | JMW Motorsport             | 3:54.384        | 3:53.439        | 3:58.615        | +38.062 | 55     |
| 56   | LMGTE Pro | 95   | Aston Martin Racing        | 3:54.780        | 3:56.630        | 3:53.523        | +38.146 | 56     |
| 57   | LMGTE Am  | 98   | Aston Martin Racing        | 3:54.307        | 3:58.707        | 3:53.817        | +38.440 | 57     |
| 58   | LMGTE Am  | 85   | Keating Motorsport         | 3:54.000        | 3:58.661        | 3:54.668        | +38.623 | 58     |
| 59   | LMGTE Am  | 99   | Proton Competition         | 4:03.107        | 3:54.720        | 3:54.953        | +39.343 | 59     |
| 60   | LMGTE Am  | 70   | MR Racing                  | 3:54.951        | 4:02.540        | 3:55.343        | +39.574 | 60     |

### Resultados da corrida[56]

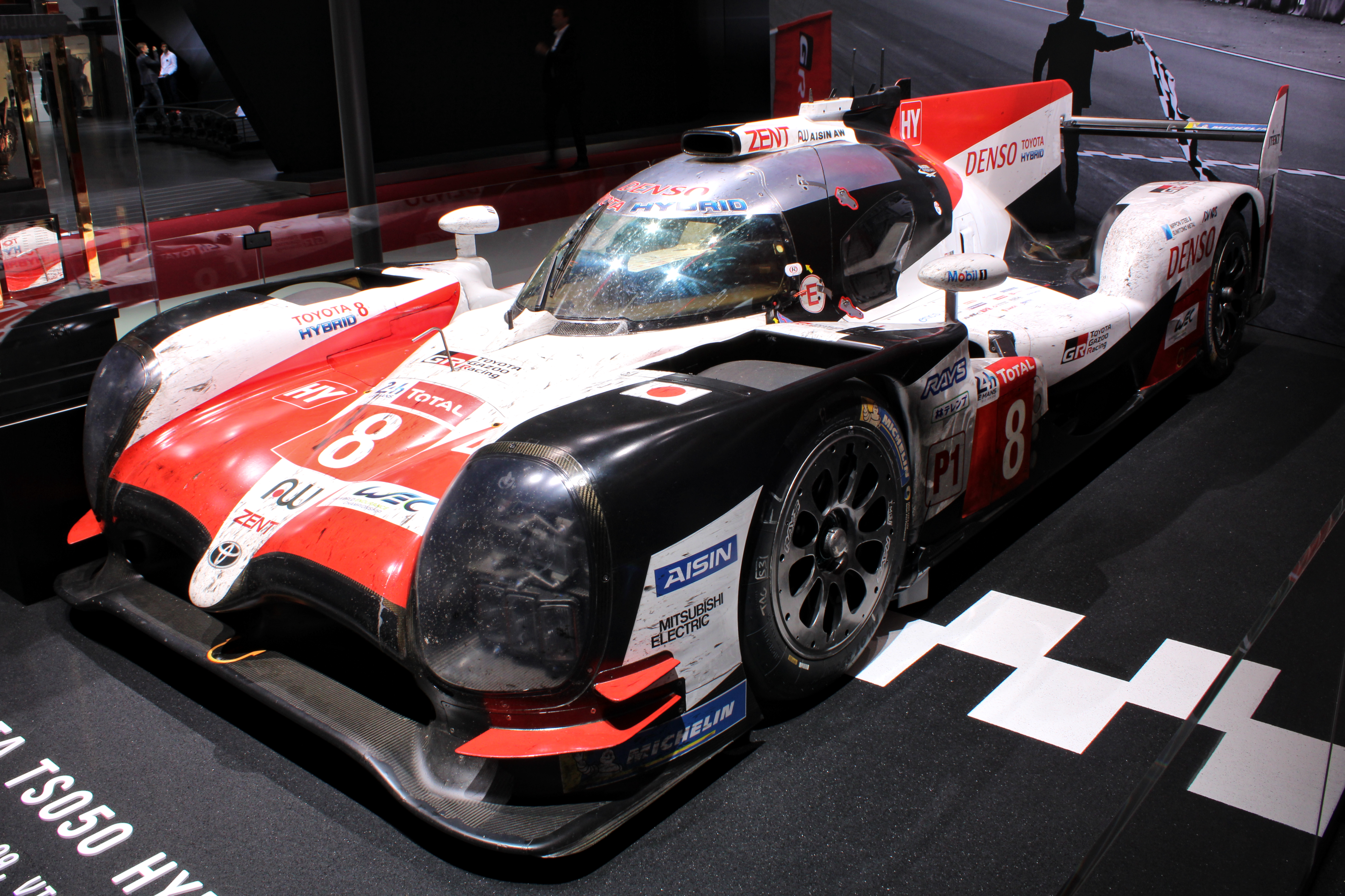
1. 8 Toyota TS050 Hybrid

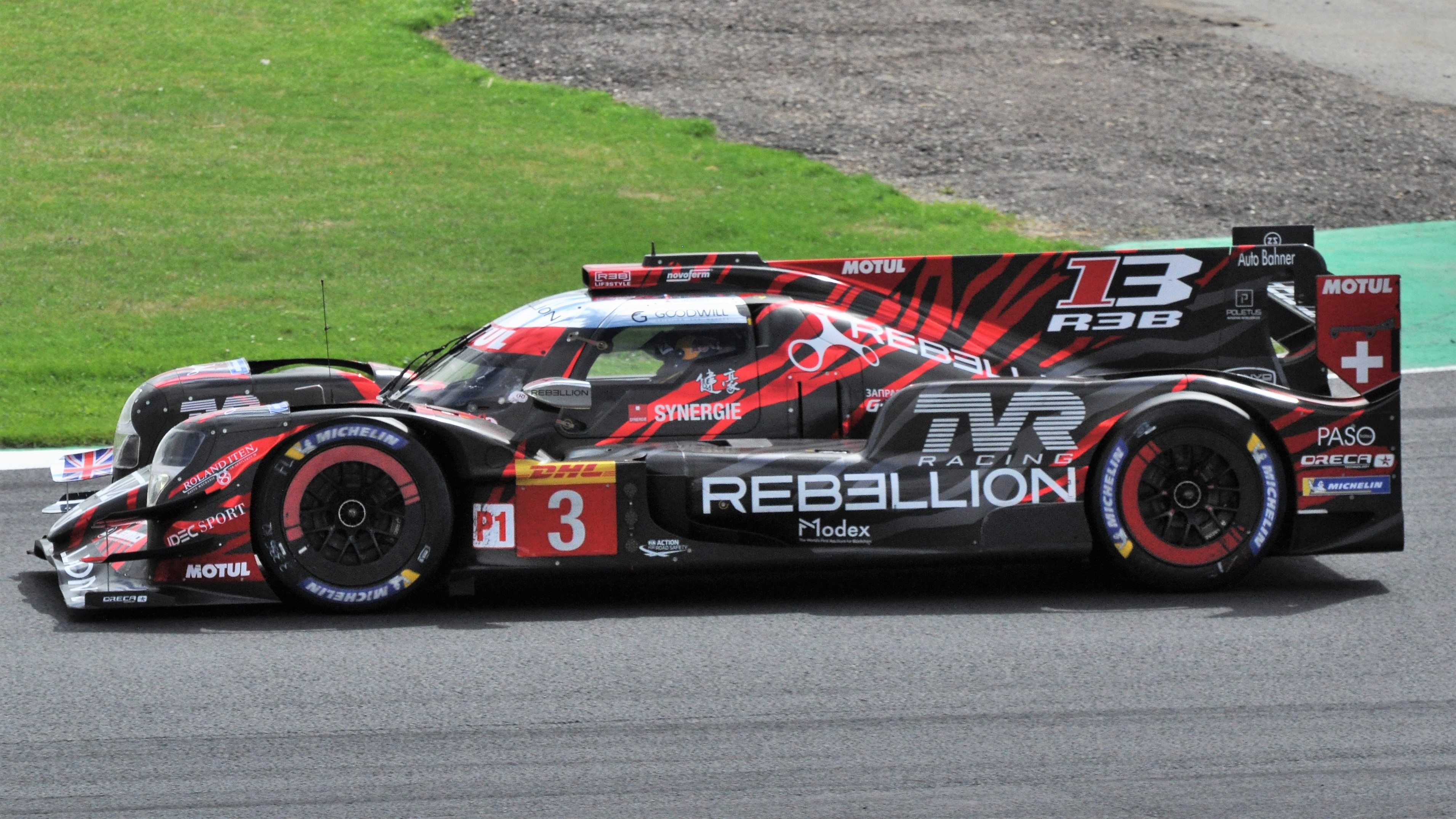
1. 3 Rebellion R13

Os vencedores de cada categoria estão marcados em negrito.
| Pos. | Classe    | No. | Equipe                    | Pilotos                                                 | Chassis                          | Pneus | Voltas |
| Pos. | Classe    | No. | Equipe                    | Pilotos                                                 | Motor                            | Pneus | Voltas |
| ---- | --------- | --- | ------------------------- | ------------------------------------------------------- | -------------------------------- | ----- | ------ |
| 1    | LMP1      | 8   | Toyota Gazoo Racing       | Sébastien Buemi Kazuki Nakajima Fernando Alonso         | Toyota TS050 Hybrid              | M     | 388    |
| 1    | LMP1      | 8   | Toyota Gazoo Racing       | Sébastien Buemi Kazuki Nakajima Fernando Alonso         | Toyota 2.4 L Turbo V6            | M     | 388    |
| 2    | LMP1      | 7   | Toyota Gazoo Racing       | Mike Conway Kamui Kobayashi José María López            | Toyota TS050 Hybrid              | M     | 386    |
| 2    | LMP1      | 7   | Toyota Gazoo Racing       | Mike Conway Kamui Kobayashi José María López            | Toyota 2.4 L Turbo V6            | M     | 386    |
| 3    | LMP1      | 3   | Rebellion Racing          | Thomas Laurent Gustavo Menezes Mathias Beche            | Rebellion R13                    | M     | 376    |
| 3    | LMP1      | 3   | Rebellion Racing          | Thomas Laurent Gustavo Menezes Mathias Beche            | Gibson GL458 4.5 L V8            | M     | 376    |
| 4    | LMP1      | 1   | Rebellion Racing          | Bruno Senna André Lotterer Neel Jani                    | Rebellion R13                    | M     | 375    |
| 4    | LMP1      | 1   | Rebellion Racing          | Bruno Senna André Lotterer Neel Jani                    | Gibson GL458 4.5 L V8            | M     | 375    |
| 5    | LMP2      | 36  | Signatech Alpine Matmut   | Nicolas Lapierre Pierre Thiriet André Negrão            | Alpine A470                      | D     | 367    |
| 5    | LMP2      | 36  | Signatech Alpine Matmut   | Nicolas Lapierre Pierre Thiriet André Negrão            | Gibson GK428 4.2 L V8            | D     | 367    |
| 6    | LMP2      | 39  | Graff-SO24                | Vincent Capillaire Jonathan Hirschi Tristan Gommendy    | Oreca 07                         | D     | 366    |
| 6    | LMP2      | 39  | Graff-SO24                | Vincent Capillaire Jonathan Hirschi Tristan Gommendy    | Gibson GK428 4.2 L V8            | D     | 366    |
| 7    | LMP2      | 32  | United Autosports         | Hugo de Sadeleer Will Owen Juan Pablo Montoya           | Ligier JS P217                   | D     | 365    |
| 7    | LMP2      | 32  | United Autosports         | Hugo de Sadeleer Will Owen Juan Pablo Montoya           | Gibson GK428 4.2 L V8            | D     | 365    |
| 8    | LMP2      | 37  | Jackie Chan DC Racing     | Jazeman Jaafar Nabil Jeffri Weiron Tan                  | Oreca 07                         | D     | 361    |
| 8    | LMP2      | 37  | Jackie Chan DC Racing     | Jazeman Jaafar Nabil Jeffri Weiron Tan                  | Gibson GK428 4.2 L V8            | D     | 361    |
| 9    | LMP2      | 31  | DragonSpeed               | Roberto González Pastor Maldonado Nathanaël Berthon     | Oreca 07                         | M     | 360    |
| 9    | LMP2      | 31  | DragonSpeed               | Roberto González Pastor Maldonado Nathanaël Berthon     | Gibson GK428 4.2 L V8            | M     | 360    |
| 10   | LMP2      | 38  | Jackie Chan DC Racing     | Ho-Pin Tung Gabriel Aubry Stéphane Richelmi             | Oreca 07                         | D     | 356    |
| 10   | LMP2      | 38  | Jackie Chan DC Racing     | Ho-Pin Tung Gabriel Aubry Stéphane Richelmi             | Gibson GK428 4.2 L V8            | D     | 356    |
| 11   | LMP2      | 29  | Racing Team Nederland     | Giedo van der Garde Jan Lammers Frits van Eerd          | Dallara P217                     | M     | 356    |
| 11   | LMP2      | 29  | Racing Team Nederland     | Giedo van der Garde Jan Lammers Frits van Eerd          | Gibson GK428 4.2 L V8            | M     | 356    |
| 12   | LMP2      | 33  | Jackie Chan DC Racing     | David Cheng Nicholas Boulle Pierre Nicolet              | Ligier JS P217                   | D     | 355    |
| 12   | LMP2      | 33  | Jackie Chan DC Racing     | David Cheng Nicholas Boulle Pierre Nicolet              | Gibson GK428 4.2 L V8            | D     | 355    |
| 13   | LMP2      | 23  | Panis-Barthez Compétition | Julien Canal Timothé Buret Will Stevens                 | Ligier JS P217                   | M     | 352    |
| 13   | LMP2      | 23  | Panis-Barthez Compétition | Julien Canal Timothé Buret Will Stevens                 | Gibson GK428 4.2 L V8            | M     | 352    |
| 14   | LMP2      | 35  | SMP Racing                | Viktor Shaytar Harrison Newey Norman Nato               | Dallara P217                     | D     | 345    |
| 14   | LMP2      | 35  | SMP Racing                | Viktor Shaytar Harrison Newey Norman Nato               | Gibson GK428 4.2 L V8            | D     | 345    |
| 15   | LMGTE Pro | 92  | Porsche GT Team           | Michael Christensen Kévin Estre Laurens Vanthoor        | Porsche 911 RSR                  | M     | 344    |
| 15   | LMGTE Pro | 92  | Porsche GT Team           | Michael Christensen Kévin Estre Laurens Vanthoor        | Porsche 4.0 L Flat-6             | M     | 344    |
| 16   | LMGTE Pro | 91  | Porsche GT Team           | Richard Lietz Gianmaria Bruni Frédéric Makowiecki       | Porsche 911 RSR                  | M     | 343    |
| 16   | LMGTE Pro | 91  | Porsche GT Team           | Richard Lietz Gianmaria Bruni Frédéric Makowiecki       | Porsche 4.0 L Flat-6             | M     | 343    |
| 17   | LMGTE Pro | 68  | Ford Chip Ganassi Team UK | Joey Hand Dirk Müller Sébastien Bourdais                | Ford GT                          | M     | 343    |
| 17   | LMGTE Pro | 68  | Ford Chip Ganassi Team UK | Joey Hand Dirk Müller Sébastien Bourdais                | Ford EcoBoost 3.5 L Turbo V6     | M     | 343    |
| 18   | LMGTE Pro | 63  | Corvette Racing - GM      | Jan Magnussen Antonio García Mike Rockenfeller          | Chevrolet Corvette C7.R          | M     | 342    |
| 18   | LMGTE Pro | 63  | Corvette Racing - GM      | Jan Magnussen Antonio García Mike Rockenfeller          | Chevrolet 5.5 L V8               | M     | 342    |
| 19   | LMP2      | 47  | Cetilar Villorba Corse    | Roberto Lacorte Giorgio Sernagiotto Felipe Nasr         | Dallara P217                     | D     | 342    |
| 19   | LMP2      | 47  | Cetilar Villorba Corse    | Roberto Lacorte Giorgio Sernagiotto Felipe Nasr         | Gibson GK428 4.2 L V8            | D     | 342    |
| 20   | LMGTE Pro | 52  | AF Corse                  | Toni Vilander Pipo Derani Antonio Giovinazzi            | Ferrari 488 GTE Evo              | M     | 341    |
| 20   | LMGTE Pro | 52  | AF Corse                  | Toni Vilander Pipo Derani Antonio Giovinazzi            | Ferrari F154CB 3.9 L Turbo V8    | M     | 341    |
| 21   | LMGTE Pro | 66  | Ford Chip Ganassi Team UK | Stefan Mücke Olivier Pla Billy Johnson                  | Ford GT                          | M     | 340    |
| 21   | LMGTE Pro | 66  | Ford Chip Ganassi Team UK | Stefan Mücke Olivier Pla Billy Johnson                  | Ford EcoBoost 3.5 L Turbo V6     | M     | 340    |
| 22   | LMGTE Pro | 51  | AF Corse                  | James Calado Alessandro Pier Guidi Daniel Serra         | Ferrari 488 GTE Evo              | M     | 339    |
| 22   | LMGTE Pro | 51  | AF Corse                  | James Calado Alessandro Pier Guidi Daniel Serra         | Ferrari F154CB 3.9 L Turbo V8    | M     | 339    |
| 23   | LMGTE Pro | 95  | Aston Martin Racing       | Nicki Thiim Marco Sørensen Darren Turner                | Aston Martin Vantage GTE         | M     | 339    |
| 23   | LMGTE Pro | 95  | Aston Martin Racing       | Nicki Thiim Marco Sørensen Darren Turner                | Aston Martin 4.0 L Turbo V8      | M     | 339    |
| 24   | LMGTE Pro | 71  | AF Corse                  | Davide Rigon Sam Bird Miguel Molina                     | Ferrari 488 GTE Evo              | M     | 338    |
| 24   | LMGTE Pro | 71  | AF Corse                  | Davide Rigon Sam Bird Miguel Molina                     | Ferrari F154CB 3.9 L Turbo V8    | M     | 338    |
| 25   | LMGTE Am  | 77  | Dempsey-Proton Racing     | Matt Campbell Christian Ried Julien Andlauer            | Porsche 911 RSR                  | M     | 335    |
| 25   | LMGTE Am  | 77  | Dempsey-Proton Racing     | Matt Campbell Christian Ried Julien Andlauer            | Porsche 4.0 L Flat-6             | M     | 335    |
| 26   | LMGTE Am  | 54  | Spirit of Race            | Thomas Flöhr Francesco Castellacci Giancarlo Fisichella | Ferrari 488 GTE                  | M     | 335    |
| 26   | LMGTE Am  | 54  | Spirit of Race            | Thomas Flöhr Francesco Castellacci Giancarlo Fisichella | Ferrari F154CB 3.9 L Turbo V8    | M     | 335    |
| 27   | LMGTE Pro | 93  | Porsche GT Team           | Patrick Pilet Nick Tandy Earl Bamber                    | Porsche 911 RSR                  | M     | 334    |
| 27   | LMGTE Pro | 93  | Porsche GT Team           | Patrick Pilet Nick Tandy Earl Bamber                    | Porsche 4.0 L Flat-6             | M     | 334    |
| 28   | LMGTE Am  | 85  | Keating Motorsports       | Ben Keating Jeroen Bleekemolen Luca Stolz               | Ferrari 488 GTE                  | M     | 334    |
| 28   | LMGTE Am  | 85  | Keating Motorsports       | Ben Keating Jeroen Bleekemolen Luca Stolz               | Ferrari F154CB 3.9 L Turbo V8    | M     | 334    |
| 29   | LMGTE Am  | 99  | Proton Racing             | Patrick Long Timothy Pappas Spencer Pumpelly            | Porsche 911 RSR                  | M     | 334    |
| 29   | LMGTE Am  | 99  | Proton Racing             | Patrick Long Timothy Pappas Spencer Pumpelly            | Porsche 4.0 L Flat-6             | M     | 334    |
| 30   | LMGTE Am  | 84  | JMW Motorsport            | Liam Griffin Cooper MacNeil Jeff Segal                  | Ferrari 488 GTE                  | M     | 332    |
| 30   | LMGTE Am  | 84  | JMW Motorsport            | Liam Griffin Cooper MacNeil Jeff Segal                  | Ferrari F154CB 3.9 L Turbo V8    | M     | 332    |
| 31   | LMGTE Am  | 80  | Ebimotors                 | Fabio Babini Christina Nielsen Érik Maris               | Porsche 911 RSR                  | M     | 332    |
| 31   | LMGTE Am  | 80  | Ebimotors                 | Fabio Babini Christina Nielsen Érik Maris               | Porsche 4.0 L Flat-6             | M     | 332    |
| 32   | LMP2      | 50  | Larbre Compétition        | Erwin Creed Romano Ricci Thomas Dagoneau                | Ligier JS P217                   | M     | 332    |
| 32   | LMP2      | 50  | Larbre Compétition        | Erwin Creed Romano Ricci Thomas Dagoneau                | Gibson GK428 4.2 L V8            | M     | 332    |
| 33   | LMGTE Pro | 81  | BMW Team MTEK             | Nick Catsburg Martin Tomczyk Philipp Eng                | BMW M8 GTE                       | M     | 332    |
| 33   | LMGTE Pro | 81  | BMW Team MTEK             | Nick Catsburg Martin Tomczyk Philipp Eng                | BMW S63 4.0 L Turbo V8           | M     | 332    |
| 34   | LMGTE Am  | 56  | Team Project 1            | Jörg Bergmeister Patrick Lindsey Egidio Perfetti        | Porsche 911 RSR                  | M     | 332    |
| 34   | LMGTE Am  | 56  | Team Project 1            | Jörg Bergmeister Patrick Lindsey Egidio Perfetti        | Porsche 4.0 L Flat-6             | M     | 332    |
| 35   | LMGTE Am  | 61  | Clearwater Racing         | Matthew Griffin Weng Sun Mok Keita Sawa                 | Ferrari 488 GTE                  | M     | 332    |
| 35   | LMGTE Am  | 61  | Clearwater Racing         | Matthew Griffin Weng Sun Mok Keita Sawa                 | Ferrari F154CB 3.9 L Turbo V8    | M     | 332    |
| 36   | LMGTE Pro | 67  | Ford Chip Ganassi Team UK | Harry Tincknell Andy Priaulx Tony Kanaan                | Ford GT                          | M     | 343    |
| 36   | LMGTE Pro | 67  | Ford Chip Ganassi Team UK | Harry Tincknell Andy Priaulx Tony Kanaan                | Ford EcoBoost 3.5 L Turbo V6     | M     | 343    |
| 37   | LMGTE Pro | 97  | Aston Martin Racing       | Alex Lynn Jonathan Adam Maxime Martin                   | Aston Martin Vantage GTE         | M     | 327    |
| 37   | LMGTE Pro | 97  | Aston Martin Racing       | Alex Lynn Jonathan Adam Maxime Martin                   | Aston Martin 4.0 L Turbo V8      | M     | 327    |
| 38   | LMGTE Am  | 70  | MR Racing                 | Olivier Beretta Eddie Cheever III Motoaki Ishikawa      | Ferrari 488 GTE                  | M     | 324    |
| 38   | LMGTE Am  | 70  | MR Racing                 | Olivier Beretta Eddie Cheever III Motoaki Ishikawa      | Ferrari F154CB 3.9 L Turbo V8    | M     | 324    |
| 39   | LMGTE Pro | 69  | Ford Chip Ganassi Team UK | Ryan Briscoe Richard Westbrook Scott Dixon              | Ford GT                          | M     | 324    |
| 39   | LMGTE Pro | 69  | Ford Chip Ganassi Team UK | Ryan Briscoe Richard Westbrook Scott Dixon              | Ford EcoBoost 3.5 L Turbo V6     | M     | 324    |
| 40   | LMP1      | 5   | CEFC TRSM Racing          | Charlie Robertson Michael Simpson Léo Roussel           | Ginetta G60-LT-P1                | M     | 289    |
| 40   | LMP1      | 5   | CEFC TRSM Racing          | Charlie Robertson Michael Simpson Léo Roussel           | Mecachrome V634P1 3.4 L Turbo V6 | M     | 289    |
| 41   | LMGTE Am  | 86  | Gulf Racing               | Mike Wainwright Ben Barker Alex Davison                 | Porsche 911 RSR                  | M     | 283    |
| 41   | LMGTE Am  | 86  | Gulf Racing               | Mike Wainwright Ben Barker Alex Davison                 | Porsche 4.0 L Flat-6             | M     | 283    |
| NC   | LMP2      | 44  | Eurasia Motorsport        | Andrea Bertolini Niclas Jönsson Tracy Krohn             | Ligier JS P217                   | D     | 334    |
| NC   | LMP2      | 44  | Eurasia Motorsport        | Andrea Bertolini Niclas Jönsson Tracy Krohn             | Gibson GK428 4.2 L V8            | D     | 334    |
| DSQ  | LMP2      | 26  | G-Drive Racing            | Roman Rusinov Andrea Pizzitola Jean-Éric Vergne         | Oreca 07                         | D     | 369    |
| DSQ  | LMP2      | 26  | G-Drive Racing            | Roman Rusinov Andrea Pizzitola Jean-Éric Vergne         | Gibson GK428 4.2 L V8            | D     | 369    |
| DSQ  | LMP2      | 28  | TDS Racing                | François Perrodo Loïc Duval Matthieu Vaxivière          | Oreca 07                         | D     | 365    |
| DSQ  | LMP2      | 28  | TDS Racing                | François Perrodo Loïc Duval Matthieu Vaxivière          | Gibson GK428 4.2 L V8            | D     | 365    |
| DNF  | LMP1      | 11  | SMP Racing                | Mikhail Aleshin Vitaly Petrov Jenson Button             | BR Engineering BR1               | M     | 315    |
| DNF  | LMP1      | 11  | SMP Racing                | Mikhail Aleshin Vitaly Petrov Jenson Button             | AER P60B 2.4 L Turbo V6          | M     | 315    |
| DNF  | LMP2      | 48  | IDEC Sport Racing         | Paul Lafargue Paul-Loup Chatin Memo Rojas               | Oreca 07                         | M     | 312    |
| DNF  | LMP2      | 48  | IDEC Sport Racing         | Paul Lafargue Paul-Loup Chatin Memo Rojas               | Gibson GK428 4.2 L V8            | M     | 312    |
| DNF  | LMGTE Am  | 90  | TF Sport                  | Euan Hankey Charlie Eastwood Salih Yoluç                | Aston Martin Vantage GTE         | M     | 304    |
| DNF  | LMGTE Am  | 90  | TF Sport                  | Euan Hankey Charlie Eastwood Salih Yoluç                | Aston Martin 4.5 L V8            | M     | 304    |
| DNF  | LMP2      | 22  | United Autosports         | Phil Hanson Paul di Resta Filipe Albuquerque            | Ligier JS P217                   | D     | 288    |
| DNF  | LMP2      | 22  | United Autosports         | Phil Hanson Paul di Resta Filipe Albuquerque            | Gibson GK428 4.2 L V8            | D     | 288    |
| DNF  | LMGTE Pro | 64  | Corvette Racing - GM      | Oliver Gavin Tommy Milner Marcel Fässler                | Chevrolet Corvette C7.R          | M     | 259    |
| DNF  | LMGTE Pro | 64  | Corvette Racing - GM      | Oliver Gavin Tommy Milner Marcel Fässler                | Chevrolet 5.5 L V8               | M     | 259    |
| DNF  | LMP1      | 10  | DragonSpeed               | Ben Hanley Henrik Hedman Renger van der Zande           | BR Engineering BR1               | M     | 244    |
| DNF  | LMP1      | 10  | DragonSpeed               | Ben Hanley Henrik Hedman Renger van der Zande           | Gibson GL458 4.5 L V8            | M     | 244    |
| DNF  | LMP2      | 25  | Algarve Pro Racing        | Mark Patterson Ate de Jong Tacksung Kim                 | Ligier JS P217                   | D     | 237    |
| DNF  | LMP2      | 25  | Algarve Pro Racing        | Mark Patterson Ate de Jong Tacksung Kim                 | Gibson GK428 4.2 L V8            | D     | 237    |
| DNF  | LMGTE Am  | 88  | Dempsey-Proton Racing     | Khaled Al Qubaisi Matteo Cairoli Giorgio Roda           | Porsche 911 RSR                  | M     | 225    |
| DNF  | LMGTE Am  | 88  | Dempsey-Proton Racing     | Khaled Al Qubaisi Matteo Cairoli Giorgio Roda           | Porsche 4.0 L Flat-6             | M     | 225    |
| DNF  | LMGTE Pro | 82  | BMW Team MTEK             | António Félix da Costa Alexander Sims Augusto Farfus    | BMW M8 GTE                       | M     | 223    |
| DNF  | LMGTE Pro | 82  | BMW Team MTEK             | António Félix da Costa Alexander Sims Augusto Farfus    | BMW S63 4.0 L Turbo V8           | M     | 223    |
| DNF  | LMP2      | 40  | G-Drive Racing            | James Allen José Gutiérrez Enzo Guibbert                | Oreca 07                         | D     | 197    |
| DNF  | LMP2      | 40  | G-Drive Racing            | James Allen José Gutiérrez Enzo Guibbert                | Gibson GK428 4.2 L V8            | D     | 197    |
| DNF  | LMP2      | 34  | Jackie Chan DC Racing     | Ricky Taylor Côme Ledogar David Heinemeier Hansson      | Ligier JS P217                   | D     | 195    |
| DNF  | LMP2      | 34  | Jackie Chan DC Racing     | Ricky Taylor Côme Ledogar David Heinemeier Hansson      | Gibson GK428 4.2 L V8            | D     | 195    |
| DNF  | LMP1      | 6   | CEFC TRSM Racing          | Oliver Rowland Alex Brundle Oliver Turvey               | Ginetta G60-LT-P1                | M     | 137    |
| DNF  | LMP1      | 6   | CEFC TRSM Racing          | Oliver Rowland Alex Brundle Oliver Turvey               | Mecachrome V634P1 3.4 L Turbo V6 | M     | 137    |
| DNF  | LMP1      | 17  | SMP Racing                | Stéphane Sarrazin Matevos Isaakyan Egor Orudzhev        | BR Engineering BR1               | M     | 123    |
| DNF  | LMP1      | 17  | SMP Racing                | Stéphane Sarrazin Matevos Isaakyan Egor Orudzhev        | AER P60B 2.4 L Turbo V6          | M     | 123    |
| DNF  | LMGTE Pro | 94  | Porsche GT Team           | Romain Dumas Timo Bernhard Sven Müller                  | Porsche 911 RSR                  | M     | 92     |
| DNF  | LMGTE Pro | 94  | Porsche GT Team           | Romain Dumas Timo Bernhard Sven Müller                  | Porsche 4.0 L Flat-6             | M     | 92     |
| DNF  | LMGTE Am  | 98  | Aston Martin Racing       | Paul Dalla Lana Pedro Lamy Mathias Lauda                | Aston Martin Vantage GTE         | M     | 92     |
| DNF  | LMGTE Am  | 98  | Aston Martin Racing       | Paul Dalla Lana Pedro Lamy Mathias Lauda                | Aston Martin 4.5 L V8            | M     | 92     |
| DNF  | LMP1      | 4   | ByKolles Racing           | Oliver Webb Tom Dillmann Dominik Kraihamer              | ENSO CLM P1/01                   | M     | 65     |
| DNF  | LMP1      | 4   | ByKolles Racing           | Oliver Webb Tom Dillmann Dominik Kraihamer              | Nismo VRX30A 3.0 L Turbo V6      | M     | 65     |

Notes